# Пчела-1Т

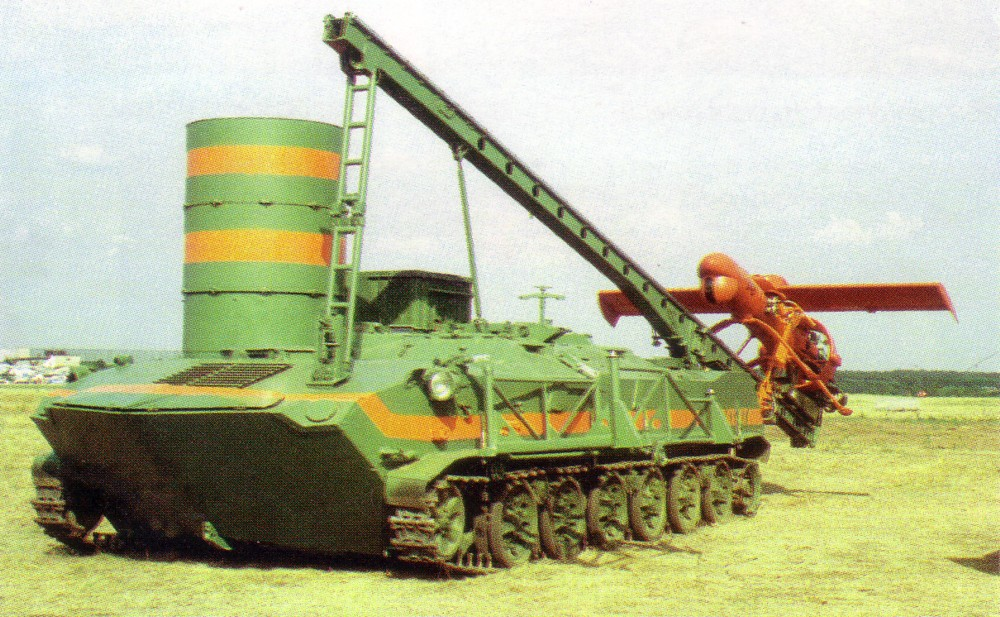
Запуск дистанційно-керованого літального апарата з БТР-Д

Ко́мплекс «Строй-П» (укр. «Стрій-П») — наземний комплекс запуску, керування та контролю дистанційно-керованих літальних апаратів, які призначені для спостереження за полем бою на відстані до 50 км від місця старту ДКЛА «Пчела-1» (укр. «Бджола-1»). Розроблений в СРСР в 80-х роках минулого століття.
Комплекс «Строй-П» містить у своєму складі:
1. наземний пункт дистанційного керування (НПДК), поєднаний з пусковою установкою,
2. 10-12 дистанційно-керованих літальних апаратів (ДКЛА) (один з них — в знімному контейнері на НПДК),
3. машини евакуаційно-технологічної (МЕТ) (на шасі ГАЗ-66, десантний варіант), призначена для підбору ДКЛА, що приземлилися
4. технологічну машину, (шасі Урал-4320 або КАМАЗ), що призначена для проведення регламентних робіт на ДКЛА.

Для бойової роботи комплексу «Строй-П» необхідні тільки НПДК (на шасі десантного бронетранспортера БТР-Д) і дистанційно-керовані літальні апарати (ДКЛА).
Комплекс розміщується на єдиній рухомій одиниці, та здатний здійснювати марш по дорогах всіх типів і бездоріжжю, а також долати вплав водні перешкоди та десантуватися парашутним способом з літаків військово-транспортної авіації.
ДКЛА «Пчела-1» може нести як цільове навантаження телевізійну (ТВ) кадрову камеру зі змінною фокусною відстанню або інфрачервону (ІЧ) рядкову апаратуру розвідки діапазону 8..14 мкм. В обох випадках до складу цільового навантаження ДКЛА входить також широкосмуговий передавач з антеною для передачі ТВ або ІЧ зображення. ТВ або ІЧ зображення місцевості з борту ДКЛА поступає на НПДУ по широкосмуговій радіолінії. Зображення виводиться операторам на двох екранах. Оператори, спостерігаючи представлене зображення, проводять виявлення і розпізнавання цілей. Підсумком роботи операторів з ціллю є вимірювання її координат.
Особливістю комплексу «Строй-П» є повна автономність його навігаційної системи.